# Monoedus boliviensis
Monoedus boliviensis es una especie de coleóptero de la familia Zopheridae.

## Distribución geográfica
Habita en Bolivia.